# 维耶尔宗福尔日站
维耶尔宗福尔日站是法国的一个铁路乘降所，位于法国中部城市维耶尔宗市区东部。

## 位置
维耶尔宗福尔日站位于维耶尔宗市区的东部，省道D32线铁路跨线桥的东侧。车站大致呈东南-西北走向，开口朝东北。

## 车站概况
维耶尔宗福尔日站是一个无人看守的乘降所，其站台非常简陋，完全没有一个"火车站"该有的样子。站内也没有任何售票服务及设施，乘客需提前购买车票或使用通勤卡。
维耶尔宗福尔日站内没有地下通道，乘客需通过车站西侧公路高架桥上的人行道前往对侧站台。

## 站台设置
| 东北↑ |      |               |
|       | 侧式 |               |
|       |      | 布尔日方向→   |
|       |      | ←维耶尔宗方向 |
|       | 侧式 |               |
| 西南↓ |      |               |

## 停靠线路
以下列车线路在维耶尔宗福尔日站停靠：
| 维耶尔宗福尔日站列车线路表 |                         |          |        |                 |
| 线路                       | 车种                    | 上一站   | 下一站 | 大致运行频率    |
| 维耶尔宗—布尔日            | TER Centre-Val-de-Loire | 维耶尔宗 | 福埃西 | 每天6趟左右     |
| 奥尔良→讷韦尔              | TER Centre-Val-de-Loire | 维耶尔宗 | 福埃西 | 每天1趟（单向） |
| 1.                         |                         |          |        |                 |

## 配套交通

### 长途客运线路
维耶尔宗福尔日站对应的大巴车上下车地点位于车站东北大约150米外的福埃西路（Route de Foëcy）上，与公交车站相同。当某条铁路线施工或罢工时，SNCF也会提供途径该线路沿途站点的大巴车。

### 城市公共交通
| 维耶尔宗城站附近的市内公共交通线路 |                         |                               |
| 公交车站名称                       | 位置                    | 停靠线路                      |
| 福尔日火车站                       | 维耶尔宗福尔日站外150米 | -3- 礼堂（Forum Boutique Info） ↔ 福埃西公路（） |
| 1.                                 |                         |                               |

## 临近车站
| 维耶尔宗福尔日站（Gare de Vierzon-Forges） |                     |                  |
| 上行车站                                   | 线路                | 下行车站         |
| 维耶尔宗城站 3.6km ←                       | 维耶尔宗—桑凯兹铁路 | 福埃西站 → 6.1km |